# 天猫座6b

天猫座6b是一颗位于天猫座、距离地球186光年的系外行星。其质量下限为2.4倍木星质量，轨道周期为899地球日（即2.46年），轨道半径为2.44天文单位，近拱点和远拱点分别为1.9天文单位和2.5天文单位，相应的轨道离心率为0.134。科学家预测该行星的表面温度约为340K，依据薩達斯基太陽系外行星分類法，它属于大气中存在水蒸汽云的巨行星。2008年7月3日，佐藤文衛等人利用多普勒光谱学观测到天猫座6受到了引力扰动，从而确定了该行星的存在。